# Unione Apartitica di Solidarietà
Unione Apartitica di Solidarietà è un partito politico di Taiwan. È stato istituito il 16 giugno 2004 guidato dalla fondazione della presidente Chang Po-ya ed ha giocato una parte importante nella scena politica nazionale durante le elezioni dello Yuan legislativo del 2004, con 26 candidati per i collegi elettorali locali e aborigeni e altri 6 per seggi proporzionali.

## Storia
Il partito vinse 6 seggi nel 6° Yuan legislativo (2005-2008), 3 seggi nel 7° Yuan legislativo (2008-2012), 2 seggi nelle elezioni del 2012 e 1 seggio nelle elezioni del 2016.
Nel 2014 si è alleata con la coalizione pan-azzurra.

## Risultati delle elezioni

### Elezioni legislative
| Elezione | Seggi totali vinti | Voti totali | Percentuale di voti | Risultati                             | Leader delle elezioni (USNP) |
| -------- | ------------------ | ----------- | ------------------- | ------------------------------------- | ---------------------------- |
| 2004     | 6 / 225            | 353,164     | 3.86%               | 5 seggi; Opposizione (non allineati)  | Chang Po-ya                  |
| 2008     | 3 / 113            | 239,317     | 2.4%                | 3 seggi; Opposizione (non allineati)  | Lin Pin-kuan                 |
| 2012     | 2 / 113            | 148,105     | 1.12%               | 1 seggio; Opposizione (non allineati) | Lin Pin-kuan                 |
| 2016     | 1 / 113            | 77,672      | 0.64%               | 1 seggio; Opposizione (non allineati) | Lin Pin-kuan                 |

### Elezioni locali
| Elezioni               | Sindaci & Magistrati | Consigli | 3º livello Capi municipali | 3º livello Consigli municipali | 4º livello Capivillaggi | Leader delle elezioni (USNP) |
| ---------------------- | -------------------- | -------- | -------------------------- | ------------------------------ | ----------------------- | ---------------------------- |
| 2005                   | 0 / 23               | 0 / 901  | 1 / 319                    | N.D.                           | N.D.                    | Chang Po-ya                  |
| 2006 solo municipalità | 0 / 2                | 0 / 96   | N.D.                       | N.D.                           | N.D.                    | Chang Po-ya                  |
| 2009                   | 0 / 17               | 0 / 587  | 0 / 211                    | N.D.                           | N.D.                    | Lin Pin-kuan                 |
| 2010 solo municipalità | 0 / 5                | 0 / 314  | N.D.                       | N.D.                           | 0 / 3 757               | Lin Pin-kuan                 |
| 2014                   | 0 / 22               | 2 / 906  | 0 / 204                    | 0 / 2 137                      | 0 / 7 836               | Lin Pin-kuan                 |

### Elezioni dell'Assemblea Nazionale
| Elezione | Seggi totali vinti | Voti totali | Percentuale di voti | Risultati            | Leader delle elezioni (USNP) |
| -------- | ------------------ | ----------- | ------------------- | -------------------- | ---------------------------- |
| 2005     | 2 / 300            | 25,162      | 0.65%               | 2 seggi; Opposizione | Chang Po-ya                  |